# Mohammad Bahawal Khan V
Mohammad Bahawal Khan V (Bahawalpur, 23 ottobre 1883 – Aden, 15 febbraio 1907) fu nawab di Bahawalpur dal 1899 al 1907.

## Biografia
Mohammad Bahawal Khan V era il figlio secondogenito della seconda moglie di Sadeq Mohammad Khan IV. Nel 1899, quando aveva solo quindici anni, il nawab Mohammad Bahawal Khan V ascese al trono di Bahawalpur dopo la morte del genitore. Questi regno con un consiglio di reggenza sino a quando non raggiunse la maggiore età e venne investito dei pieni poteri con una cerimonia a cui prese parte anche il viceré indiano, Lord Curzon, il 12 novembre 1903.
Nel 1902 Mohammad Bahawal Khan V venne invitato a Londra per prendere parte all'incoronazione di re Edoardo VII del Regno Unito all'Abbazia di Westminster. Partito da Karachi, venne ad ogni modo costretto ad interrompere il suo viaggio all'altezza di Bombay per l'eccessivo mal di mare che lo costrinse a rinunciare alla sua visita.
Il 15 febbraio 1907 Mohammad Bahawal Khan V morì di malattia mentre si trovava a bordo della propria nave, al largo delle coste di Aden. Venne succeduto al trono dal suo unico erede maschio, Sadeq Mohammad Khan V, che aveva appena 3 anni all'epoca.